# Sonate pour clarinette et piano no 2 de Bax
Pour les articles homonymes, voir Sonate pour clarinette et piano.
La Sonate pour clarinette et piano est une sonate pour clarinette et piano du compositeur britannique Arnold Bax, écrite en 1934.

## Contexte
Datée de juin 1934, la sonate pour clarinette en ré majeur d'Arnold Bax a été jouée pour la première fois lors d'un concert du London Contemporary Music Centre au Cowdray Hall le 17 juin 1935, par Frederick Thurston accompagné au piano par Harriet Cohen. La sonate est dédiée à Hugh Prew, un clarinettiste amateur qui, dans les années 1920 et 1930, était, avec Arnold Bax, un compagnon de cricket dans l'équipe des Old Broughtonians de Clifford Bax, qui jouait au cricket dans l'ouest du pays.

## Structure
La sonate est composée de deux mouvements et le piano y joue un rôle important :
1. Molto moderato
2. Vivace

## Analyse

### Premier mouvement
Dans le premier mouvement, deux sujets sont constitués chacun d'un thème de tête et d'une queue subsidiaire. Tous deux sont élégiaques, le premier serein et apaisé, le second plus chromatique. Le thème d'ouverture revient finalement dans un long passage de rêverie crépusculaire.

### Deuxième mouvement
Le deuxième mouvement présente un brillant thème scherzando et un passage rapide dans le style moto perpetuo, bientôt contrasté par une mélodie lyrique et nostalgique.